# Onthophagus nammuldi
Onthophagus nammuldi es una especie de insecto del género Onthophagus, familia Scarabaeidae, orden Coleoptera.

## Historia
Fue descrita científicamente por Matthews en 1972.